# Konrad Onasch
Konrad Onasch est un historien de l'Église allemand, né le 4 août 1916 à Dantzig, mort le 3 octobre 2007, à Halle-sur-Saale, en Allemagne, qui a enseigné en particulier à l' 
Université Martin-Luther de Halle-Wittemberg. Il s'est fait connaître par ses études  sur les icônes, sur l'église orthodoxe et sur l'interprétation de Féodor Dostoïevski. L'historien allemand Christophe Schmidt  considère Onasch comme l'un des historiens les plus productifs de sa génération concernant les sujets relatifs à l'Église orthodoxe.

## Biographie
Ensemble avec Kurt Aland, Konrad Onasch a fondé en 1952, avec l'historien de l'église Kurt Aland, l'Institut d'étude de l'Église orthodoxe auprès de l'université de Halle-sur-Saale. En 1954, Onasch part à Moscou en tant que membre d'honneur d'une délégation comprenant aussi Gustav Heinemann, Kurt Aland et Herbert Mochalski, à l'invitation du patriarche de Moscou Alexis Ier de Moscou. Onasch a dirigé l'institut des Églises orientales de Halle-sur-Saale jusqu'à sa retraite en 1981.
Hermann Goltz a été élève de Onash et lui a consacré plusieurs ouvrages.

## Publications (Sélection)
- Icônes , Chefs-d'œuvre de l'art russe ancien, Édition René Kister, Genève, 1961
- (de)Ikonen, Berlin : VOB Union Verlag 1961 (Ausgabe für die DDR), Reihe Altrussische Kunstdenkmäler (zahlreiche weitere Auflagen auch in neuer Bearbeitung, weitere Mitautoren)
- (de) Dostoïevski comme séducteur : Le christianisme et l'art dans la poésie de Dostoïevski. Essais /Dostojewski als Verführer : Christentum und Kunst in der Dichtung Dostojewskis. Ein Versuch, Zürich : EVZ-Verlag 1961
- (de) "Der verschwiegene Christus - Versuch über die Poetisierung des Christentums in der Dichtung F. M. Dostojewskis", Berlin : VOB Union Verlag 1976
- (de)Einführung in die Konfessionskunde der orthodoxen Kirchen, Berlin : de Gruyter 1962 (Collection Göschen (de) ; Bd. 1197/1197a)
- (de)Die alternative Orthodoxie : Utopie und Wirklichkeit im russischen Laienchristentum des 19. und 20. Jahrhunderts ; 14 Essays, Paderborn : Schöningh 1993,  (ISBN 3-506-76179-X)
- (de)Lexikon Liturgie und Kunst der Ostkirche : unter Berücksichtigung der alten Kirche, Berlin : Buchverlag Union 1993,  (ISBN 3-372-00097-8).

## Anniversaire
- (de) Hermann Goltz, Vladimir Ivanov (Hrsg.): Festschrift Konrad Onasch. Beiträge zum 80. Geburtstag von Prof. Dr. Konrad Onasch, Begründer des Instituts für Konfessionskunde der Orthodoxen Kirchen an der Martin-Luther-Universität Halle-Wittenberg, Berlin 1996.